# Zespół kociego krzyku
Zespół kociego krzyku, zespół miauczenia kota (zespół Lejeune’a, zespół monosomii 5p, fr. maladie du cri du chat, ang. cri du chat syndrome, cat cry syndrome) – choroba genetyczna wywołana delecją krótkiego ramienia chromosomu 5. Częstość występowania zespołu ocenia się na od 1:15 000 do 1:50 000 żywych urodzeń.

## Historia
Pierwszym, który opisał zespół objawów spowodowanych delecją krótkiego ramienia chromosomu 5, był Jérôme Lejeune i jego współpracownicy.

## Etiologia
Zespół kociego krzyku powoduje delecja krótkiego ramienia chromosomu 5 (kariotyp 46,XX,del(5p) lub 46,XY,del(5p)). Wielkość delecji może być różna, od 5p15.2 do całego krótkiego ramienia. Przypuszcza się, że do genów, których delecja wpływa na fenotyp zespołu kociego krzyku, należą położone na krótkim ramieniu chromosomu 5 geny kodujące białka biorące udział w rozwoju mózgu – semaforynę F i delta-kateninę, a także gen kodujący telomerazę.

## Obraz kliniczny

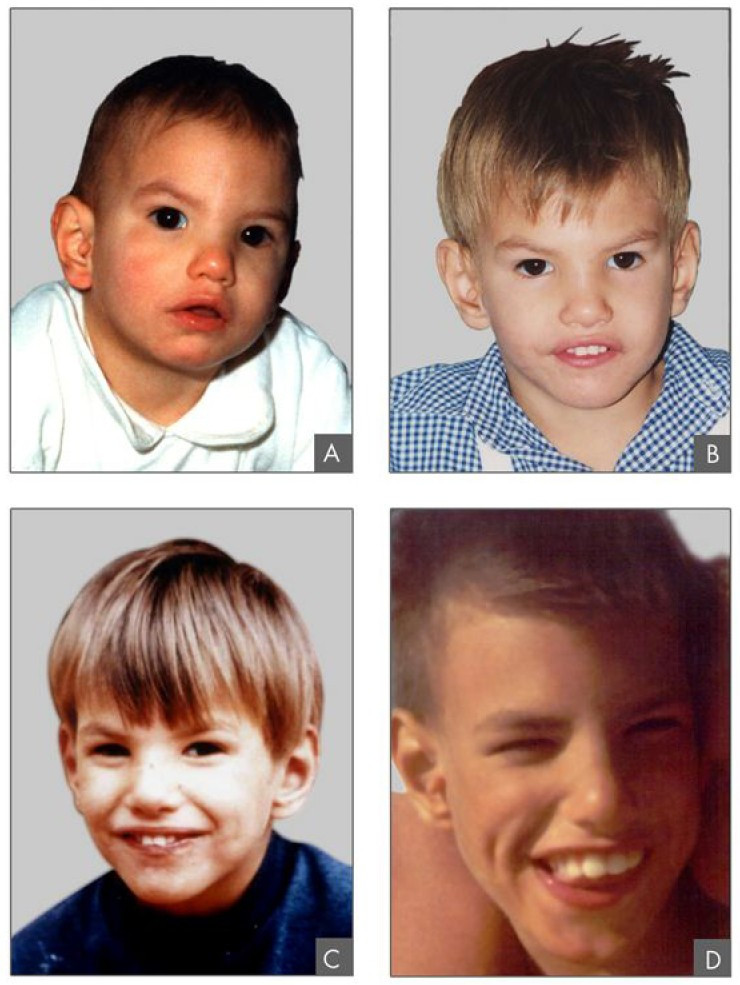
Fenotyp zespołu cri du chat u jednego pacjenta: A – w wieku 8 miesięcy, B – 2 lat, C – 4 lat, D – 9,5 lat

Na fenotyp pacjentów z zespołem monosomii 5p składają się małe wady wrodzone, czyli cechy dysmorficzne i duże wady wrodzone narządów wewnętrznych. W okresie noworodkowym stwierdza się niską masę urodzeniową, niechęć do ssania, słabe przybieranie na wadze, wiotkość (hipotonia mięśniowa), utrudnione oddychanie.

### Cechy dysmorficzne
Charakterystyczny zestaw cech dysmorficznych twarzy, tzw. gestalt (niemiecki termin stosowany w dysmorfologii):
- małogłowie (microcephalia)
- mikrognacja (micrognathia)
- zmarszczka nakątna (epicanthus)
- okrągła, asymetryczna twarz
- wyraźne guzy czołowe
- płaska i szeroka nasada nosa
- krótki grzbiet nosa
- krótka rynienka podnosowa
- szeroko rozstawione oczy (hiperteloryzm oczny)
- mała, cofnięta bródka
- nisko osadzone, dysplastyczne małżowiny uszne.

W okresie noworodkowym i pierwszych miesiącach okresu niemowlęcego stwierdza się charakterystyczny płacz dziecka, zwykle prowadzący do prawidłowej diagnozy i od którego zespół wziął swoją nazwę. Płacz przez wysoką tonację dźwięków i monotonię przypomina miauczenie kota. Wiązane jest to z nieprawidłową budową krtani (krtań jest mała, wąska, romboidalnego kształtu) i nagłośni (wiotka, mała, hipotoniczna), a także zaburzeniami czynnościowymi i strukturalnymi układu nerwowego. Malformacje podstawy czaszki wskazują na współistnienie nieprawidłowości rozwoju pierwotnego tyłomózgowia (rhomboencephalon) i krtani w trakcie rozwoju zarodkowego. Nietypowy płacz zanika w ciągu kilku miesięcy.
Spotyka się ponadto zmiany kostno-stawowe, takie jak koślawość kończyn, nadmierna ruchomość stawów i syndaktylia. Na skórze mogą występować naczyniaki i wyrośla przeduszne. Ocena dermatoglifów ujawnia zmniejszoną liczbę listewek skórnych na opuszkach palców, przewagę wirów i łuków, zmniejszoną liczbę tzw. pętlic łokciowych, obecność bruzdy poprzecznej dłoni, wysokie położenie trójramiennika t' na dłoni i pojedynczą bruzdę zgięciową w okolicy małego palca.